# Clóvis Acosta Fernandes
Clóvis Acosta Fernandes, född 4 oktober 1954, död 16 september 2015, var ett brasilianskt fotbollsfan, känd under namnet "Gaúcho da Copa". 
Clóvis Fernandes var en affärsman från Porto Alegre i södra Brasilien som föddes i Bagé, Rio Grande do Sul. Fernandes har blivit känd för att han har sett det brasilianska landslaget fler gånger än någon annan. Han besökte alltid det brasilianska landslagets matcher, även vid stora turneringar som VM och Copa América. På grund av att han sett landslaget vid så många tillfällen kallade hans sig själv ibland, skämtsamt, för brasiliens "tolfte spelare". 
Han hade alltid med sig en kopia av VM-trofén på matcherna vilket blivit något av ett kännetecken. Efter Brasiliens svidande förlust mot Tyskland i semifinalen i hemma-VM 2014 blev Fernandes hyllad efter att ha lämnat bort sin kopia av VM-bucklan till ett tyskt fan och sagt: "ta den till finalen".
Den 16 september 2015 dog Fernandes till följd av cancer i Porto Alegre, 60 år gammal.
I 2018 Fifa världscupen bar hans söner trofén till minne av sin far.